# Defensie-industrie

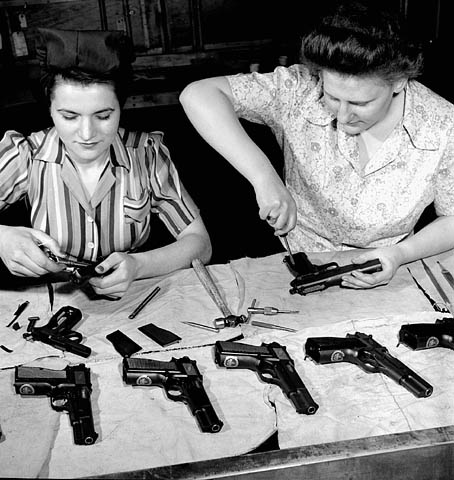
Werknemers assembleren pistolen in de productie van John Inglis Munitions, Canada, April 1944.

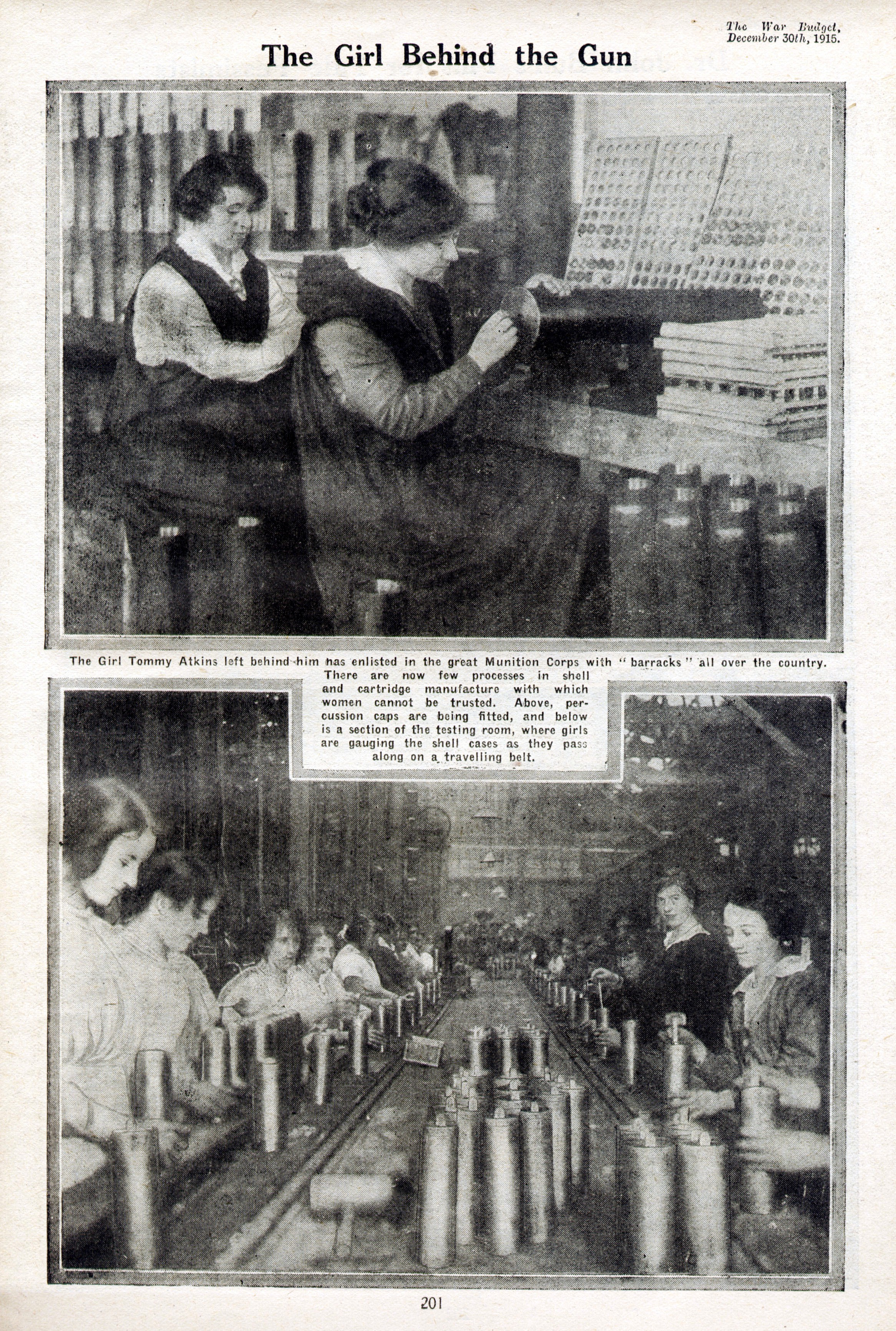
Productie van munitie.

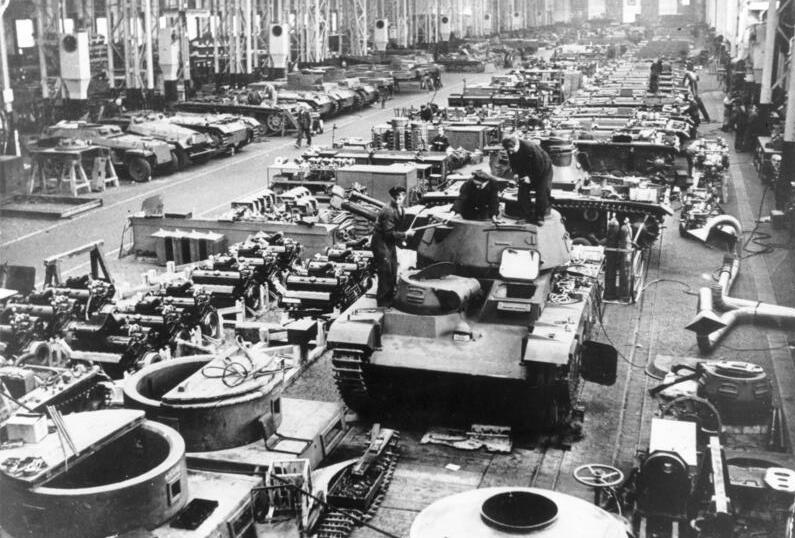
Productie van tanks.

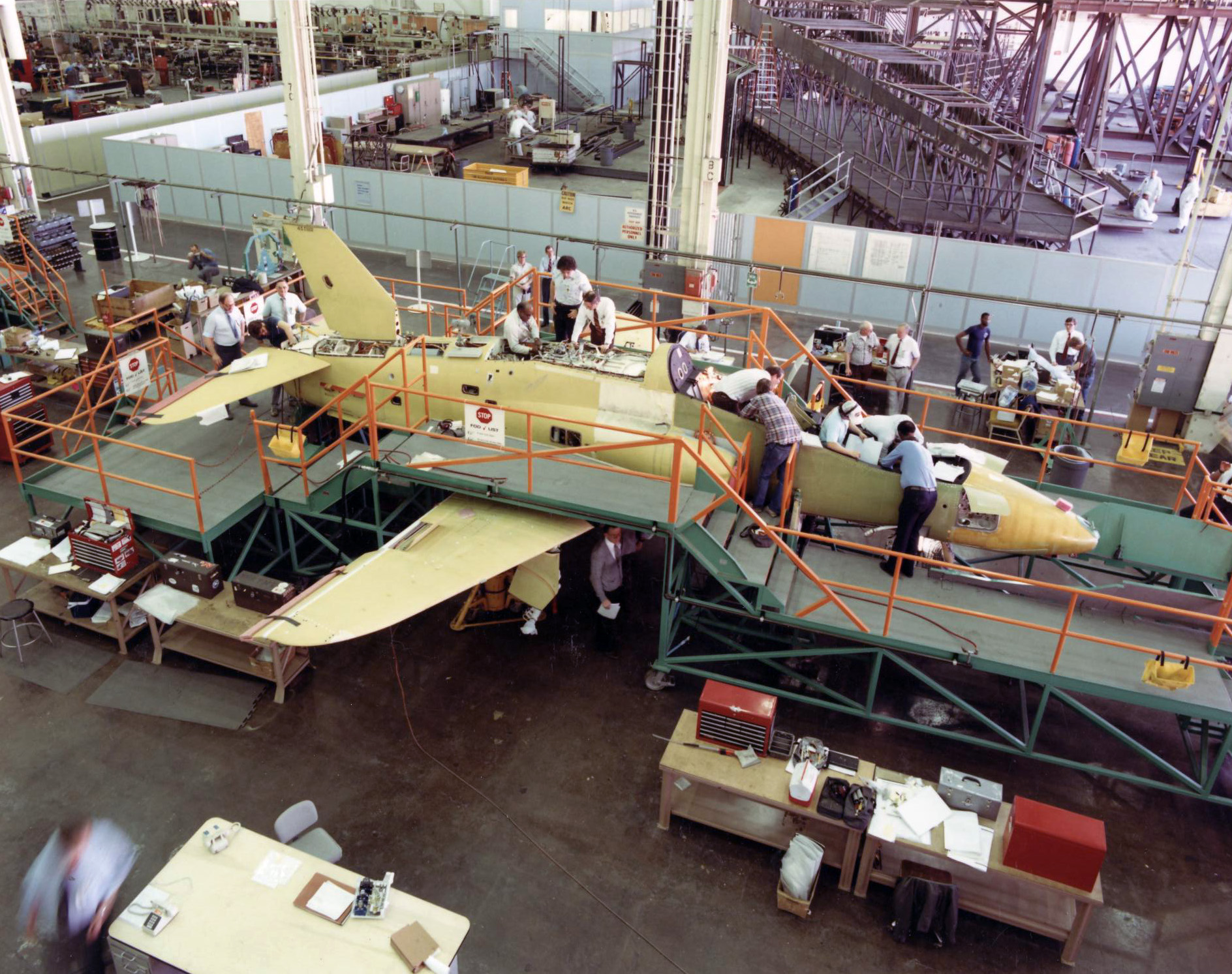
Assemblage van McDonnell Douglas T-45 Goshawk.

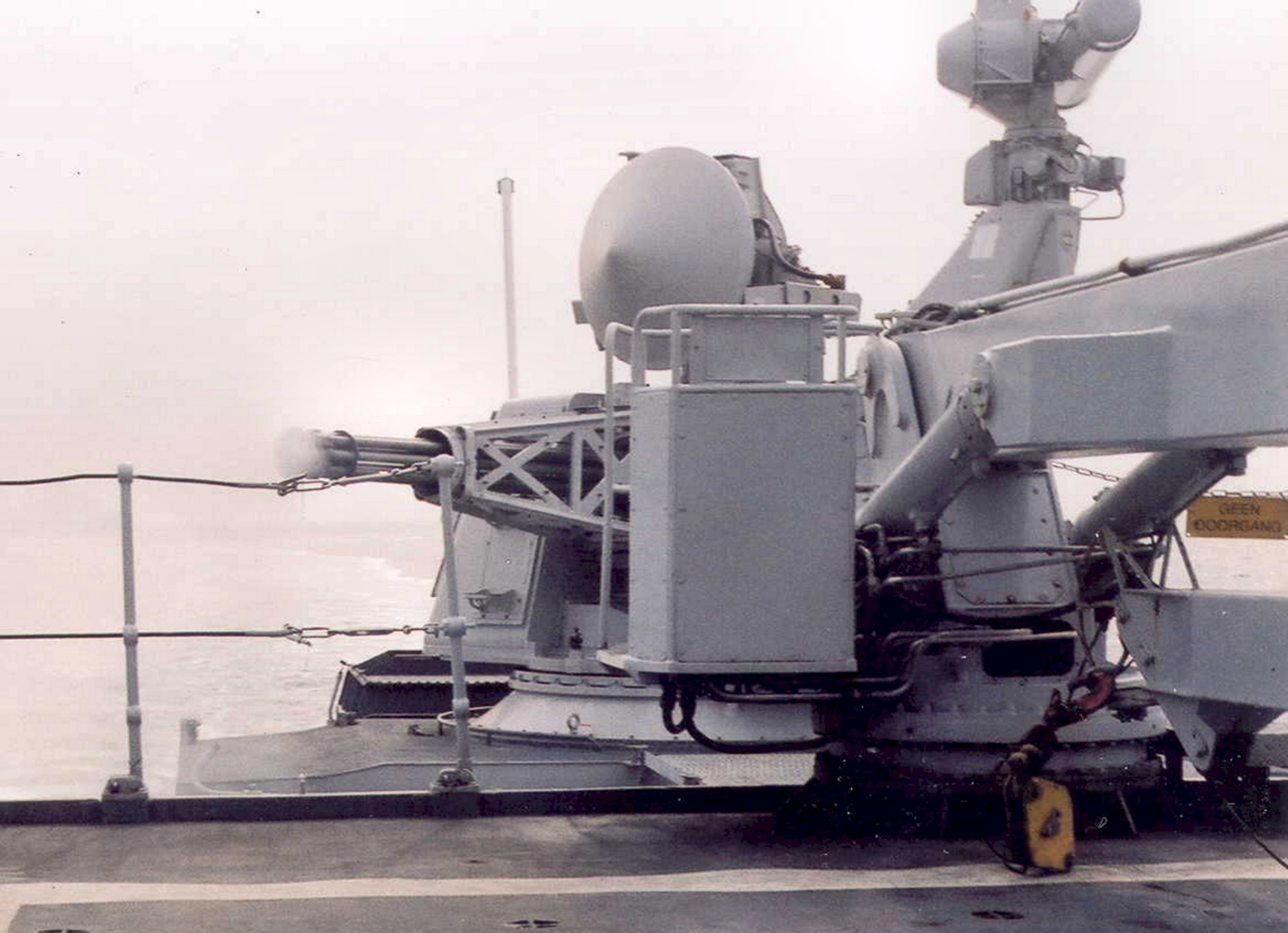
Goalkeeper aan boord van het L-fregat Jacob van Heemskerck.

De defensie-industrie of wapenindustrie is de wereldwijde industrie en handel, die wapens en militaire goederen en technologie produceert en verkoopt. Ze bestaat uit de overheid en de commerciële industrie, die betrokken zijn bij onderzoek, ontwikkeling, productie en onderhoud van militair materiaal, apparatuur en faciliteiten. Wapenproducerende bedrijven leveren voornamelijk wapens voor de strijdkrachten van de landen. Bepaalde afdelingen van de overheid zijn ook actief in de wapenindustrie met het aankopen en verkopen van wapens, munitie en andere militaire objecten. Producten zijn onder andere geweren, munitie, raketten, militaire vliegtuigen, militaire voertuigen, schepen, elektronische systemen, en nog veel meer. De defensie-industrie verricht daarnaast inspanningen op het gebied van onderzoek en ontwikkeling.

## Overzicht
Geschat wordt dat jaarlijks meer dan 1,5 biljoen dollar wordt besteed aan militaire uitgaven wereldwijd (2,7% van het bbp). Een deel hiervan gaat naar de aankoop van militaire hardware en diensten van de militaire industrie. De gecombineerde verkoop van wapens van de top 100 van grootste wapenproducerende ondernemingen bedroeg naar schatting 315 miljard dollar in 2006. In 2004 werd meer dan $ 30 miljard besteed aan de internationale wapenhandel (in dit bedrag is de binnenlandse verkoop van wapens uitgesloten). De wapenhandel is ook een van de sectoren beïnvloed door de kredietcrisis, waarbij de waarde van de totale transacties in de markt meer dan halveerde, van 32,9 tot 14,3 miljard dollar in 2008. Veel geïndustrialiseerde landen hebben een binnenlandse wapenindustrie om hun eigen strijdkrachten te voorzien. Sommige landen hebben ook een aanzienlijke legale of illegale binnenlandse handel in wapens voor het gebruik door de burgers. Illegale handel in kleine wapens is gangbaar in veel landen en regio's die getroffen zijn door politieke instabiliteit.
Contracten om aan een bepaald land militaire goederen te leveren worden toegekend door de overheid, waardoor wapencontracten van grote politieke betekenis zijn. De link tussen politiek en de wapenhandel kan resulteren in de ontwikkeling van wat de Amerikaanse president Dwight D. Eisenhower omschreef als een militair-industrieel complex, waarbij de strijdkrachten, handel en politiek nauw zijn verbonden. De gang van zaken rond Europese defensieopdrachten is min of meer analoog aan dat in het Amerikaanse militair-industrieel complex. Verschillende organisaties, sommige beursgenoteerde, anderen privaat, bieden op deze contracten, die vaak om vele miljarden dollars kunnen draaien. Soms, zoals bij het contract voor de nieuwe Joint Strike Fighter, vindt een openbare aanbesteding plaats, waarbij de beslissing wordt genomen op grond van de geschiktheid van het ontwerp, dat door de betrokken bedrijven is ingediend. In andere gevallen is er geen mogelijkheid tot bieden of competitie.
In de Koude Oorlog werd de uitvoer van wapens gebruikt door zowel de Sovjet-Unie als de Verenigde Staten om andere landen politiek te beïnvloeden, met name derdewereldlanden. Sinds de val van de Sovjet-Unie is de wereldwijde wapenexport in eerste instantie licht gedaald. Sinds 2003 is er echter weer sprake van groei, waarna het niveau van tijdens de Koude Oorlog dicht is benaderd.

## Defensie-industrie wereldwijd

### Grootste defensiebudgetten ter wereld
In 2020 bedroegen de wereldwijde militaire uitgaven zo'n US$ 1981 miljard. Dit is een stijging van 2,6% in vergelijking tot 2019 en 9,3% meer dan in 2011. De uitgaven als percentage van het globale bruto binnenlands product (bbp) was zo'n 2,4% in 2020. In vier van de vijf regio's stegen de militaire uitgaven met 5,1% in Afrika, 4,0% in Europa, 3,9% in Amerika en 2,5% in Azië en Oceanië. Voor het Midden-Oosten kan het SIPRI geen schatting maken vanwege het ontbreken van informatie.
In 2020 waren de landen met de hoogste uitgaven voor het militaire apparaat de Verenigde Staten met US$ 778 miljard en de Volksrepubliek China met US$ 252 miljard. Op de derde plaats stond India met US$ 73 miljard gevolgd door Rusland met US$ 62 miljard. Het Verenigd Koninkrijk stond op de vijfde plaats.
Hieronder een lijst van de tien landen met de hoogste defensiebegroting voor het jaar 2010, bij elkaar US$ 1220 miljard ofwel 76% van de totale uitgaven wereldwijd. De informatie is afkomstig van het Stockholm International Peace Research Institute (SIPRI). De totale uitgaven wereldwijd bedroegen in 2010 US$ 1630 miljard.
| Rang | Land                | Uitgaven (US$ miljard) | Wereldaandeel | In % van BBP (2010) |
| ---- | ------------------- | ---------------------- | ------------- | ------------------- |
| —    | Wereldtotaal        | 1630                   | 100%          | —                   |
| 1    | Verenigde Staten    | 698,0                  | 42,8%         | 4,8                 |
| 2    | China               | 119,0                  | 7,3%          | 2,1                 |
| 3    | Verenigd Koninkrijk | 59,6                   | 3,7%          | 2,7                 |
| 4    | Frankrijk           | 59,3                   | 3,6%          | 2,3                 |
| 5    | Rusland             | 58,7                   | 3,6%          | 4,0                 |
| 6    | Japan               | 54,5                   | 3,3%          | 1,0                 |
| 7    | Duitsland           | 45,2                   | 2,8%          | 1,3                 |
| 8    | Saoedi-Arabië       | 45,2                   | 2,8%          | 10,4                |
| 9    | India               | 41,3                   | 2,5%          | 2,7                 |
| 10   | Italië              | 36,0                   | 1,8%          | 1,7                 |

### Grootste wapenexporteurs ter wereld
De internationale handel in wapens en uitrusting was in de periode 2016-2020 ongeveer gelijk aan die van 2011-2015. Het bleef hiermee op een hoog niveau, maar lag nog altijd zo'n 35% onder de piek die werd bereikt 1981-1985 op het hoogtepunt van de Koude Oorlog. Het SIPRI werkt met meerjarige gemiddelden omdat de jaarlijkse fluctuaties groot kunnen zijn. De vijf grootste exporteurs in 2016-2020 waren achtereenvolgens de Verenigde Staten, Rusland, Frankrijk, Duitsland en de Volksrepubliek China. Deze vijf namen voor drie kwart de wereldwijde export van militair materiaal voor hun rekening.
De eenheid in deze tabel zijn zogenaamde trendindicatorwaarden, uitgedrukt in miljoenen dollars in prijzen uit 1990. Deze waarden vertegenwoordigen geen echte financiële stromen maar zijn een ruwe instrument om de volumes van de overdracht van wapens te schatten, onafhankelijk van de gecontracteerde prijzen, die soms wel nul kunnen zijn in het geval van militaire hulp. Uitgedrukt oplopende van 2000 tot 2009. De informatie is afkomstig van het Stockholm International Peace Research Institute.
| Rang | Leverancier         | 2001 | 2002 | 2003 | 2004 | 2005 | 2006 | 2007 | 2008 | 2009 | 2010 |
| ---- | ------------------- | ---- | ---- | ---- | ---- | ---- | ---- | ---- | ---- | ---- | ---- |
| 1    | Verenigde Staten    | 5908 | 5229 | 5698 | 6866 | 6700 | 7453 | 8003 | 6288 | 6658 | 8641 |
| 2    | Rusland             | 5896 | 5705 | 5236 | 6178 | 5134 | 5095 | 5426 | 5953 | 5575 | 6039 |
| 3    | Duitsland           | 850  | 916  | 1713 | 1105 | 2080 | 2567 | 3194 | 2500 | 2432 | 2340 |
| 4    | Frankrijk           | 1297 | 1368 | 1345 | 2219 | 1724 | 1643 | 2432 | 1994 | 1865 | 834  |
| 5    | Verenigd Koninkrijk | 1368 | 1068 | 741  | 1316 | 1039 | 855  | 1018 | 982  | 1022 | 1054 |
| 6    | China               | 499  | 509  | 665  | 292  | 303  | 597  | 430  | 586  | 1000 | 1423 |
| 7    | Nederland           | 203  | 239  | 342  | 209  | 583  | 1187 | 1326 | 530  | 545  | 503  |
| 8    | Zweden              | 880  | 191  | 526  | 314  | 538  | 432  | 366  | 454  | 383  | 806  |
| 9    | Italië              | 216  | 426  | 341  | 212  | 774  | 502  | 684  | 417  | 514  | 627  |
| 10   | Israël              | 407  | 436  | 368  | 628  | 368  | 299  | 438  | 281  | 807  | 472  |
| 11   | Oekraïne            | 700  | 311  | 442  | 200  | 290  | 553  | 728  | 330  | 320  | 201  |
| 12   | Spanje              | 7    | 120  | 150  | 56   | 108  | 843  | 590  | 610  | 998  | 513  |
| 13   | Zwitserland         | 193  | 157  | 181  | 243  | 246  | 285  | 301  | 482  | 255  | 137  |
| 14   | Canada              | 129  | 170  | 263  | 265  | 226  | 226  | 334  | 227  | 169  | 258  |
| 15   | Zuid-Korea          | 165  | N/A  | 100  | 29   | 48   | 94   | 220  | 80   | 163  | 95   |

### Grootste wapenimporteurs ter wereld
In 2016–20 waren de vijf grootste importeurs van wapens Saoedi Arabië, India, Egypte, Australia en de Volksrepubliek China. Deze vijf namen ruim een derde van de wereldwijde import voor hun rekening. De regio Azië en Oceanië was de grootste afnemer met 36% gevolgd door het Midden-Oosten met 33% van het wereldwijde totaal.
De eenheid in deze tabel zijn wederom zogenaamde trendindicatoren, uitgedrukt in miljoenen dollars. Deze waarden vertegenwoordigen geen echte financiële stromen, maar zijn een ruwe indicatie om volumes van de overdracht van wapens te schatten, onafhankelijk van de gecontracteerde prijzen, die zo laag als nul kunnen zijn in het geval van militaire hulp.
| Rang | Importeur                    | 2000 | 2001 | 2002 | 2003 | 2004 | 2005 | 2006 | 2007 | 2008 | 2009 | 2010 |
| ---- | ---------------------------- | ---- | ---- | ---- | ---- | ---- | ---- | ---- | ---- | ---- | ---- | ---- |
| 1    | India                        | 911  | 1242 | 1872 | 2802 | 2227 | 1036 | 1257 | 2179 | 1810 | 2116 | 3337 |
| 2    | Singapore                    | 622  | 220  | 235  | 88   | 384  | 543  | 52   | 368  | 1123 | 1729 | 1078 |
| 3    | Maleisië                     | 30   | 26   | 131  | 135  | 48   | 51   | 410  | 546  | 541  | 1494 | 411  |
| 4    | Griekenland                  | 710  | 725  | 491  | 2241 | 1528 | 389  | 598  | 1796 | 563  | 1269 | 703  |
| 5    | Zuid-Korea                   | 1262 | 623  | 461  | 680  | 986  | 686  | 1650 | 1758 | 1821 | 1172 | 1131 |
| 6    | Pakistan                     | 158  | 397  | 533  | 592  | 385  | 332  | 262  | 613  | 939  | 1146 | 493  |
| 7    | Algerije                     | 418  | 553  | 237  | 197  | 272  | 156  | 308  | 471  | 1518 | 942  | 791  |
| 8    | Verenigde Staten             | 301  | 449  | 453  | 533  | 512  | 501  | 581  | 731  | 808  | 831  | 893  |
| 9    | Australië                    | 364  | 1191 | 647  | 798  | 505  | 470  | 682  | 629  | 380  | 757  | 1677 |
| 10   | Turkije                      | 1170 | 553  | 1009 | 438  | 187  | 1005 | 422  | 585  | 578  | 675  | 468  |
| 11   | Saoedi-Arabië                | 80   | 59   | 555  | 159  | 1161 | 148  | 185  | 64   | 115  | 626  | 787  |
| 12   | Verenigde Arabische Emiraten | 243  | 186  | 213  | 695  | 1246 | 2198 | 2026 | 938  | 748  | 604  | 493  |
| 13   | China                        | 2015 | 3366 | 2819 | 2207 | 3080 | 3511 | 3831 | 1474 | 1481 | 595  | 559  |
| 14   | Noorwegen                    | 263  | 148  | 92   | 4    | 6    | 14   | 469  | 494  | 536  | 576  | 205  |
| 15   | Indonesië                    | 171  | 27   | 63   | 398  | 82   | 31   | 58   | 577  | 241  | 452  | 198  |

## Defensiebedrijven

### Grootste defensiebedrijven wereldwijd
| BAE Systems                                        | Verenigd Koninkrijk            | 1  | 32.420 | 34.086 | 95% | 3250  | 106.400 |
| Lockheed Martin                                    | Verenigde Staten               | 2  | 29.880 | 42.731 | 70% | 3217  | 146.000 |
| Boeing                                             | VS                             | 3  | 29.200 | 60.909 | 48% | 2672  | 162.200 |
| Northrop Grumman                                   | VS                             | 4  | 26.090 | 33.887 | 77% | -1262 | 123.600 |
| General Dynamics                                   | VS                             | 5  | 22.780 | 29.300 | 78% | 2459  | 92.300  |
| Raytheon                                           | VS                             | 6  | 21.030 | 23.174 | 91% | 1672  | 73.000  |
| EADS                                               | Duitsland, Frankrijk en Spanje | 7  | 17.900 | 63.346 | 28% | 2302  | 118.350 |
| Finmeccanica                                       | Italië                         | 8  | 13.240 | 25.037 | 53% | 996   | 73.400  |
| L-3 Communications                                 | VS                             | 9  | 12.160 | 14.901 | 82% | 949   | 65.000  |
| Thales                                             | Frankrijk                      | 10 | 10.760 | 18.543 | 58% | 952   | 63.250  |
| Omzet en winst in miljoen US$, Opgave zonder China |                                |    |        |        |     |       |         |

Voor het jaar 2020 staan de grootste bedrijven in de tabel hieronder. Hier zijn ook de bedrijven opgenomen uit de Volksrepubliek China, die in de opgave over 2008 nog ontbraken. De Europese bedrijven die in 2008 in de top 10 stonden, staan hieronder ook vermeld ook al zijn ze uit de top gezakt. Raytheon Technologies is sterk gestegen in de ranglijst door de fusie met United Technologies Corporation in 2020. EADS is van naam veranderd in Airbus en Finmeccanica is vanaf 2016 verder gegaan als Leonardo. Rusland ontbreekt in de lijst, maar het staatsbedrijf Rostec is een grote producent en exporteur van wapens. In 2017 behaalde het een omzet van US$ 27 miljard waarvan twee derde militair gerelateerd en verdient daarmee een plaats in de top 10.
| Lockheed Martin                                      | Verenigde Staten               | 1  | 58.210 | 65.398 | 89% |
| Raytheon Technologies                                | VS                             | 2  | 36.780 | 56.587 | 65% |
| Boeing                                               | VS                             | 3  | 32.130 | 58.158 | 55% |
| Northrop Grumman                                     | VS                             | 4  | 30.420 | 36.799 | 83% |
| General Dynamics                                     | VS                             | 5  | 25.840 | 37.925 | 68% |
| BAE Systems                                          | Verenigd Koninkrijk            | 6  | 24.020 | 24.714 | 97% |
| Norinco                                              | China                          | 7  | 17.930 | 70.997 | 25% |
| AVIC                                                 | China                          | 8  | 16.980 | 67.923 | 25% |
| CETC                                                 | China                          | 9  | 14.610 | 34.302 | 43% |
| L3 Harris Technologies                               | VS                             | 10 | 14.190 | 18.194 | 78% |
| Airbus                                               | Duitsland, Frankrijk en Spanje | 11 | 11.990 | 56.893 | 21% |
| Leonardo                                             | Italië                         | 13 | 11.160 | 15.286 | 47% |
| Thales                                               | Frankrijk                      | 14 | 9050   | 19.365 | 47% |
| Omzet en winst in miljoen US$, Opgave zonder Rusland |                                |    |        |        |     |

### Europese defensiebedrijven
Europese defensiebedrijven zijn onder andere:
- BAE Systems fusie van GEC en British Aerospace
- Airbus Group (voormalige EADS)
- Thales Groep
- Leonardo, tot 2016 bekend als Finmeccanica
- Groupe Dassault (Frankrijk)
- Rheinmetall (Duitsland)

### Defensiebedrijven in Nederland
In Nederland zijn er zo'n 250 bedrijven actief op het gebied van de productie en export van wapens of wapenonderdelen. In 1998 werd er door de overheid voor minstens 160 miljoen euro aan subsidie besteed aan deze industrie, die werk verschaft aan ongeveer 12.000 mensen. TNO is het bekendste en grootste onderzoeksinstituut dat zich met wapens bezighoudt. Verder zijn onder andere het Nationaal Lucht- en Ruimtevaartlaboratorium (NLR) en Stork betrokken bij de ontwikkeling van de Joint Strike Fighter. Scheepswerf De Schelde (eigendom van Damen Shipyards) is leverancier van marineschepen aan onder meer Indonesië. Vaak worden deze schepen uitgerust met Thales commando- en communicatieapparatuur.

## Internationale verdragen voor wapenbeheersing
- Het Verdrag inzake de wapenhandel (Engels Arms Trade Treaty) is de naam van een potentieel multilateraal verdrag dat de internationale handel in conventionele wapens zou beheersen. Het verdrag is in het voortraject van de ontwikkeling en het is nog niet officieel uitonderhandeld.
- Het Missile Technology Control Regime (MTCR) is een informeel en vrijwillig samenwerkingsverband tussen 34 landen om de verspreiding van raketten voor onbemande luchtvaartuigen, met technologie in staat om een 500 kg laadvermogen ten minste 300 km dragen, te voorkomen.
- Het verdrag voor de beperking van de Naval Bewapening (Engels Treaty for the Limitation of Naval Armament) zijn vele afzonderlijke verdragen. In het algemeen hebben deze verdragen betrekking op de Verenigde Staten, Verenigd Koninkrijk, Japan en Frankrijk.
- De Conventie over Clustermunitie (CCM) (Engels Convention on Cluster Munitions) is een internationaal verdrag dat het gebruik van clusterbommen, een wapen dat submunitie ("bommetjes") over een gebied verstrooit, verbiedt.
- Het Ruimteverdrag (Engels Outer Space Treaty, een verdrag inzake de beginselen omtrent activiteiten van staten in het onderzoek en gebruik van de kosmische ruimte met inbegrip van de maan en andere hemellichamen, is een verdrag dat de basis van het internationale ruimterecht vormt.
- Het Verdrag van Ottawa of de Mine Ban Treaty, officieel het Verdrag inzake het verbod van het gebruik, de aanleg van voorraden, de productie en de overdracht van antipersoonsmijnen en inzake de vernietiging, volledig verboden alle antipersoneelmijnen (AP-mijnen).
- Het nieuwe START -Verdrag voor strategische kernwapenontmanteling is een bilateraal nucleair ontwapeningsverdrag tussen de Verenigde Staten en de Russische Federatie, dat werd ondertekend in Praag op 8 april 2010.
- Het Protocol van Genève is een verdrag dat is bedoeld om het gebruik van chemische en biologische wapens te verbieden. Het werd ondertekend in Genève op 17 juni 1925 en in werking getreden op 8 februari 1928. Het werd geregistreerd in Volkenbond Verdrag Series op 7 september 1929.
- Het Verdrag Chemische Wapens (Engels Chemical Weapons Convention) behelst een wereldwijd verbod op het gebruik en het in voorraad hebben van chemische wapens.
- Het Verdrag biologische wapens behelst een wereldwijd verbod op de ontwikkeling, de productie en het aanleggen van voorraden van bacteriologische (biologische) en toxinewapens. Het was het resultaat van langdurige inspanningen van de internationale gemeenschap om een nieuw instrument dat een aanvulling op het Protocol van Genève 1925 vormde vast te stellen.